# Marcin Maliński
Marcin Maliński (Jarocin, Polonia, 10 de enero de 1973) es un nadador retirado especializado en pruebas de estilo combinado. Consiguió dos medallas de bronce durante el Campeonato Mundial de Natación en Piscina Corta de 1995 en 200 y 400 metros estilo combinado.
Representó a Polonia en los Juegos Olímpicos de Barcelona 1992 y Atlanta 1996.

## Palmarés internacional
| Campeonato Mundial de Natación en Piscina Corta | Campeonato Mundial de Natación en Piscina Corta | Campeonato Mundial de Natación en Piscina Corta | Campeonato Mundial de Natación en Piscina Corta |
| Año                                             | Lugar                                           | Medalla                                         | Prueba                                          |
| ----------------------------------------------- | ----------------------------------------------- | ----------------------------------------------- | ----------------------------------------------- |
| 1995                                            | Río de Janeiro ( Brasil)                        | Medalla de bronce                               | 400 m estilo combinado                          |
| 1995                                            | Río de Janeiro ( Brasil)                        | Medalla de bronce                               | 200 m estilo combinado                          |
| Campeonato Europeo de Natación                  |                                                 |                                                 |                                                 |
| Año                                             | Lugar                                           | Medalla                                         | Prueba                                          |
| 1995                                            | Viena ( Austria)                                | Medalla de plata                                | 400 m estilo combinado                          |